# Izmàilovo
Izmàilovo (en rus: Измайлово) és un poble (un possiólok) de l'óblast d'Uliànovsk, a Rússia, que el 2017 tenia 2.170 habitants. Pertany al districte de Barix.